# Claude Bowes-Lyon, XIV conte di Strathmore e Kinghorne
Claude George Bowes-Lyon, XIV conte di Strathmore e Kinghorne (Londra, 14 marzo 1855 – Glamis, 7 novembre 1944), è stato un nobile britannico, padre di Elizabeth Bowes-Lyon, regina consorte del Regno Unito in quanto moglie di Giorgio VI, e nonno materno della regina Elisabetta II.

## Biografia

### Giovinezza ed educazione
Claude Bowes-Lyon nacque a Lowndes Square a Londra, figlio di Claude Bowes-Lyon, XIII Conte di Strathmore e Kinghorne e di sua moglie, Frances Dora Smith. Suo fratello minore, Patrick Bowes-Lyon fu un valente tennista e vinse la finale del doppio al Torneo di Wimbledon nel 1887. Dopo aver frequentato il College di Eton intraprese la carriera militare ed ottenne il comando del 2º reggimento di Life Guards dal 1876, prestando servizio in questo corpo per sei anni sino all'anno dopo il matrimonio. Fu un membro attivo della Territorial Army e prestò servizio come colonnello onorario del 4º/5º battaglione di Black Watch.

### Matrimonio
Lord Strathmore sposò Cecilia Cavendish-Bentinck il 16 luglio 1881, a Petersham, nel Surrey (oggi il distretto londinese di Richmond upon Thames).

### Conte di Strathmore e Kinghorne

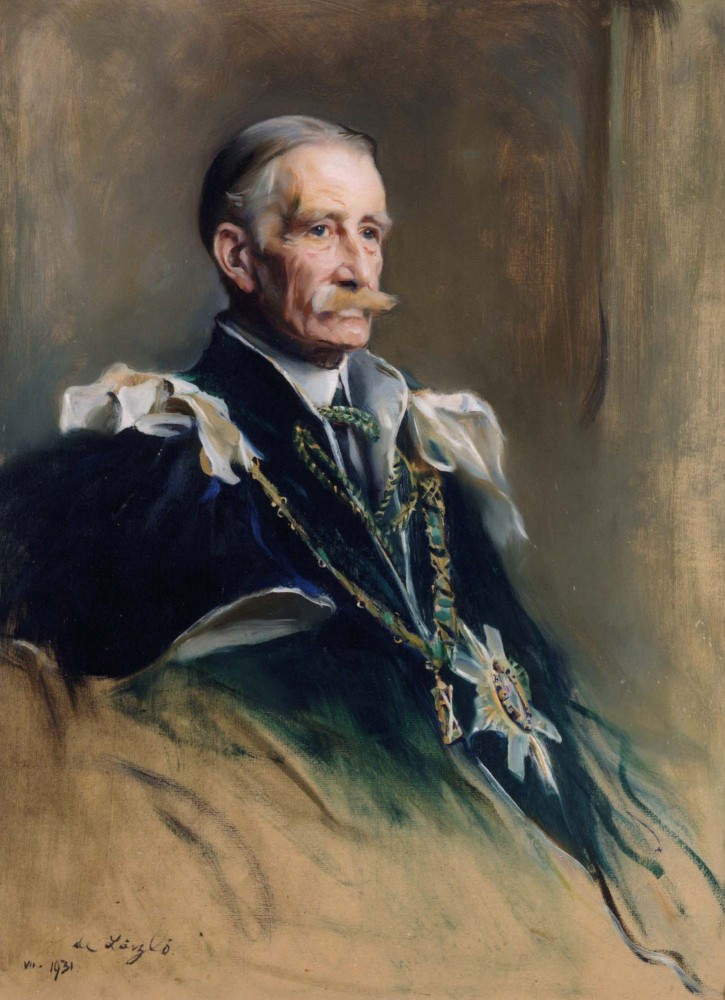
Ritratto di Claude Bowes-Lyon, XIV conte di Strathmore e Kinghorne, con la veste dell'Ordine del Cardo di Philip de Laszlo, 1931

Alla morte del padre, il 16 febbraio 1904, gli succedette nel titolo comitale, ereditando grandi proprietà in Scozia ed Inghilterra, tra cui si trovavano anche il Castello di Glamis, la St Paul's Walden Bury, ed il Woolmers Park, presso Hertford. e Villa Etelinda a Bordighera che sarà poi dimora della Regina Margherita di Savoia dal 1914. Egli venne creato Lord Luogotenente di Angus, incarico dal quale si dimise quando sua figlia divenne regina consorte del Regno Unito. Egli si interessò alle politiche forestali e fu uno dei primi a promuovere la protezione dell'ambiente in Gran Bretagna.
Si guadagnò il rispetto e una buona reputazione delle persone che lo attorniavano, dimostrandosi sempre gentile e disponibile, ma anche tenace nelle sue scelte. I contemporanei lo descrivevano come un uomo non pretenzioso e come un grande lavoratore che non disdegnava di svolgere personalmente lavori fisici nei campi, motivo per cui molto spesso i suoi ospiti lo scambiavano per uno degli addetti del personale di servizio.

### Matrimonio reale della figlia Elizabeth

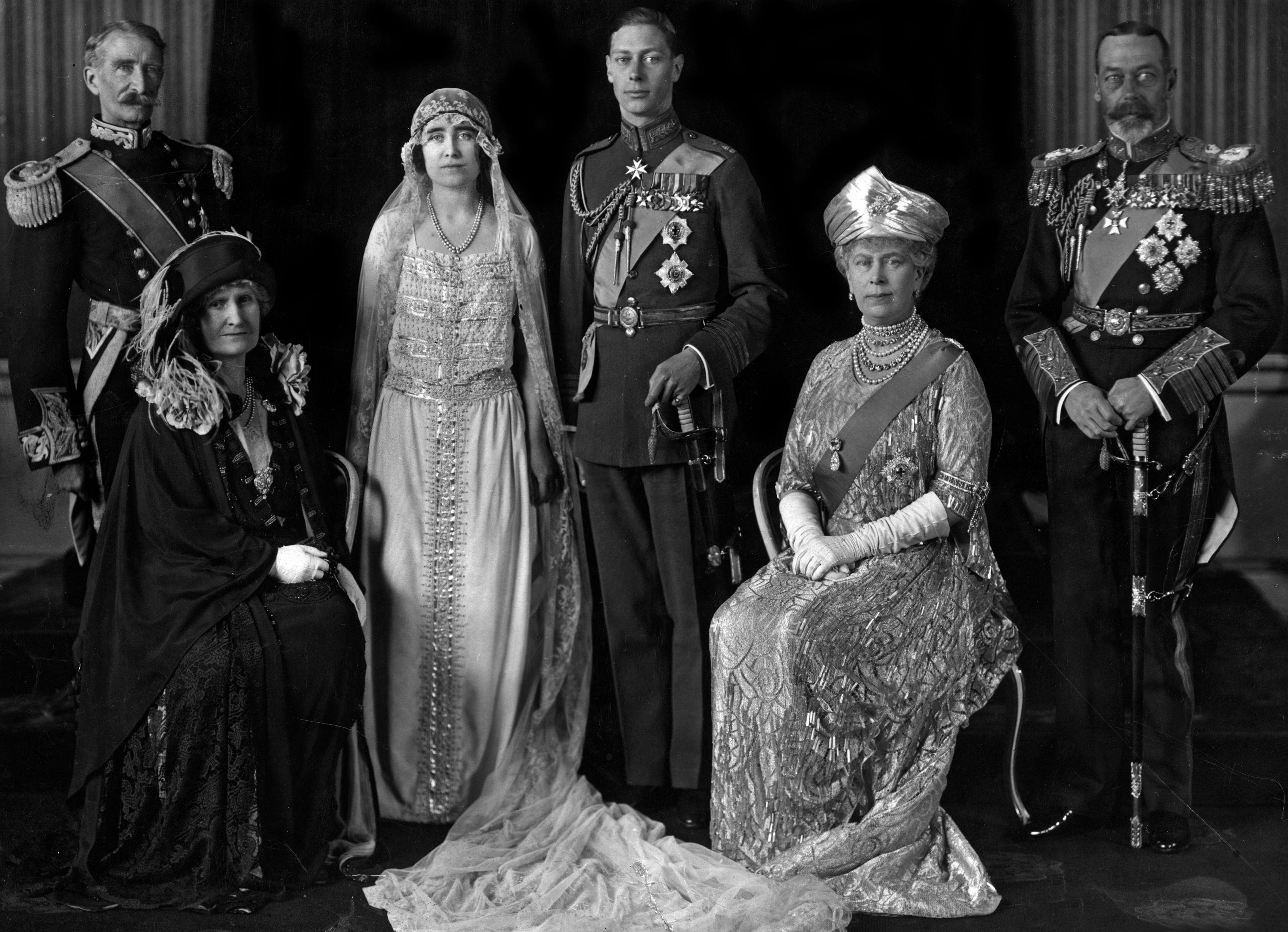
Il Conte e la Contessa di Strathmore e Kinghorne fotografati con la figlia Elizabeth, Alberto, duca di York e i suoi genitori, re Giorgio V e la regina Mary nel 1923

Malgrado la distanza che teneva dagli ambienti di corte, nel 1923 la sua figlia minore, Elizabeth, sposò il secondo figlio di Giorgio V del Regno Unito, il principe Alberto (futuro re Giorgio VI), ed al fine di sottolineare l'innovazione di questo matrimonio, Claude Bowes-Lyon venne insignito della medaglia di Cavaliere di Gran Croce dell'Ordine Reale Vittoriano. Cinque anni dopo, divenne cavaliere dell'Ordine del Cardo, la massima onorificenza del Regno di Scozia.
Nel 1936 Re Edoardo VIII abdicò in favore del fratello, il principe Alberto, il quale divenne re col nome di Giorgio VI e pertanto sua moglie, Elizabeth, divenne regina consorte del Regno Unito. Come padre della regina consorte, Claude Bowes-Lyon venne creato cavaliere dell'Ordine della Giarrettiera e ricreato conte di Strathmore e Kinghorne durante la cerimonia dell'incoronazione della figlia e del genero nel 1937.

### Ultimi anni e morte
La ricreazione del titolo era necessaria in quanto il titolo comitale, che già la famiglia Bowes-Lyon possedeva, faceva parte del novero delle titolature proprie dell'aristocrazia del Regno di Scozia. Egli divenne pertanto XIV conte di Strathmore e Kinghorne in Scozia e I conte di Strathmore e Kinghorne in Inghilterra, col privilegio automatico di godere di un seggio nella Camera dei Lord.
Dopo essere rimasto vedovo per la morte di Lady Strathmore nel 1938, Lord Strathmore morì il 7 novembre del 1944 al Castello di Glamis presso Angus, di bronchite, all'età di 89 anni. Egli venne succeduto da suo figlio, Patrick Bowes-Lyon, XV Conte di Strathmore e Kinghorne.

## Curiosità
Nel 1896 Lord Strathmore acquista Villa Bischoffsheim a Bordighera dove trascorrerà numerosi inverni insieme alla famiglia. La villa cambierà nome e diventerà Villa Etelinda.

## Discendenza
Il conte Claude Bowes-Lyon e Lady Cecilia Cavendish-Bentinck ebbero i seguenti figli:
- Lady Violet Hyacinth Bowes-Lyon (17 aprile 1882 - 17 ottobre 1893);
- Lady Mary Frances Bowes-Lyon (30 agosto 1883 - 8 febbraio 1961), sposò Sidney Elphinstone, XVI Lord Elphinstone;
- Patrick Bowes-Lyon, XV conte di Strathmore e Kinghorne (22 settembre 1884 - 25 maggio 1949), sposò Lady Dorothy Osborne (figlia di George Osborne, X Duca di Leeds);
- Lieutenant The Honourable John Bowes-Lyon (1º aprile 1886 - 7 febbraio 1930), sposò The Honourable Fenella Hepburn-Stuart-Forbes-Trefusis (figlia di Charles Hepburn-Stuart-Forbes-Trefusis, XXI Barone Clinton);padre di Nerissa Jane Irene Bowes-Lyon e Katherine Bowes-Lyon
- The Honourable Alexander Francis Bowes-Lyon (14 aprile 1887 - 19 ottobre 1911) ;
- The Honourable Fergus Bowes-Lyon (18 aprile 1889 - 26 settembre 1915), sposò Lady Christian Dawson-Damer (figlia di Lionel Dawson-Damer, V Conte di Portarlington) ;
- Lady Rose Constance Bowes-Lyon (6 maggio 1890 - 17 novembre 1967), sposò William Leveson-Gower, IV conte Granville;
- Tenente Colonnello The Honourable Michael Claude Hamilton Bowes-Lyon (1º ottobre 1893 - 1º maggio 1953), sposò Elizabeth Cator;
- Lady Elizabeth Bowes-Lyon (4 agosto 1900 - 30 marzo 2002), sposò Alberto, duca di York, poi Re Giorgio VI e divenne la madre della futura regina del Regno Unito Elisabetta II;
- The Honourable Sir David Bowes-Lyon (2 maggio 1902 - 13 settembre 1961).

## Ascendenza
|                                                         |              |                                        | Genitori                            |  |  | Nonni |  |  | Bisnonni                                              |  |  | Trisnonni                                           |  |
|                                                         |              |                                        |                                     |  |  |       |  |  | Thomas Lyon-Bowes, XI conte di Strathmore e Kinghorne |  |  | John Lyon-Bowes, IX conte di Strathmore e Kinghorne |  |
|                                                         |              |                                        |                                     |  |  |       |  |  | Thomas Lyon-Bowes, XI conte di Strathmore e Kinghorne |  |  | John Lyon-Bowes, IX conte di Strathmore e Kinghorne |  |
|                                                         |              | Mary Eleanor Bowes                     |                                     |  |  |       |  |  | Thomas Lyon-Bowes, XI conte di Strathmore e Kinghorne |  |  |                                                     |  |
| Thomas George Lyon-Bowes, lord Glamis                   |              |                                        |                                     |  |  |       |  |  | Thomas Lyon-Bowes, XI conte di Strathmore e Kinghorne |  |  |                                                     |  |
|                                                         |              | Mary Elizabeth Louisa Rodney Carpenter | George Carpenter                    |  |  |       |  |  |                                                       |  |  |                                                     |  |
|                                                         |              | Mary Elizabeth Louisa Rodney Carpenter | George Carpenter                    |  |  |       |  |  |                                                       |  |  |                                                     |  |
|                                                         |              | Mary Elizabeth Louisa Rodney Carpenter | Mary Elizabeth Walsh                |  |  |       |  |  |                                                       |  |  |                                                     |  |
| Claude Bowes-Lyon, XIII conte di Strathmore e Kinghorne |              | Mary Elizabeth Louisa Rodney Carpenter |                                     |  |  |       |  |  |                                                       |  |  |                                                     |  |
|                                                         |              | Joseph Valentine Grimstead             | Thomas Grimstead                    |  |  |       |  |  |                                                       |  |  |                                                     |  |
|                                                         |              | Joseph Valentine Grimstead             | Thomas Grimstead                    |  |  |       |  |  |                                                       |  |  |                                                     |  |
|                                                         |              | Joseph Valentine Grimstead             | Eleanor Creswick                    |  |  |       |  |  |                                                       |  |  |                                                     |  |
| Charlotte Grimstead                                     |              | Joseph Valentine Grimstead             |                                     |  |  |       |  |  |                                                       |  |  |                                                     |  |
|                                                         |              | Charlotte Walsh                        | John Walsh                          |  |  |       |  |  |                                                       |  |  |                                                     |  |
|                                                         |              | Charlotte Walsh                        | John Walsh                          |  |  |       |  |  |                                                       |  |  |                                                     |  |
|                                                         |              | Charlotte Walsh                        | Elizabeth N.                        |  |  |       |  |  |                                                       |  |  |                                                     |  |
| Claude Bowes-Lyon, XIV conte di Strathmore e Kinghorne  |              | Charlotte Walsh                        |                                     |  |  |       |  |  |                                                       |  |  |                                                     |  |
|                                                         | George Smith | Abel Smith                             |                                     |  |  |       |  |  |                                                       |  |  |                                                     |  |
|                                                         | George Smith | Abel Smith                             |                                     |  |  |       |  |  |                                                       |  |  |                                                     |  |
|                                                         | George Smith | Mary Bird                              |                                     |  |  |       |  |  |                                                       |  |  |                                                     |  |
| Oswald Smith                                            | George Smith |                                        |                                     |  |  |       |  |  |                                                       |  |  |                                                     |  |
|                                                         |              | Frances Mary Mosley                    | sir John Parker Mosley, I baronetto |  |  |       |  |  |                                                       |  |  |                                                     |  |
|                                                         |              | Frances Mary Mosley                    | sir John Parker Mosley, I baronetto |  |  |       |  |  |                                                       |  |  |                                                     |  |
|                                                         |              | Frances Mary Mosley                    | Elizabeth Bayley                    |  |  |       |  |  |                                                       |  |  |                                                     |  |
| Frances Dora Smith                                      |              | Frances Mary Mosley                    |                                     |  |  |       |  |  |                                                       |  |  |                                                     |  |
|                                                         |              | rev. Robert Hodgson                    | Robert Hodgson                      |  |  |       |  |  |                                                       |  |  |                                                     |  |
|                                                         |              | rev. Robert Hodgson                    | Robert Hodgson                      |  |  |       |  |  |                                                       |  |  |                                                     |  |
|                                                         |              | rev. Robert Hodgson                    | Mildred Porteus                     |  |  |       |  |  |                                                       |  |  |                                                     |  |
| Henrietta Mildred Hodgson                               |              | rev. Robert Hodgson                    |                                     |  |  |       |  |  |                                                       |  |  |                                                     |  |
|                                                         |              | Mary Tucker                            | Martin Tucker                       |  |  |       |  |  |                                                       |  |  |                                                     |  |
|                                                         |              | Mary Tucker                            | Martin Tucker                       |  |  |       |  |  |                                                       |  |  |                                                     |  |
|                                                         |              | Mary Tucker                            | Henrietta Baker                     |  |  |       |  |  |                                                       |  |  |                                                     |  |
|                                                         |              | Mary Tucker                            |                                     |  |  |       |  |  |                                                       |  |  |                                                     |  |